# 蒂蒙峰
46°28′01″N 9°24′34″E / 46.46694°N 9.40944°E

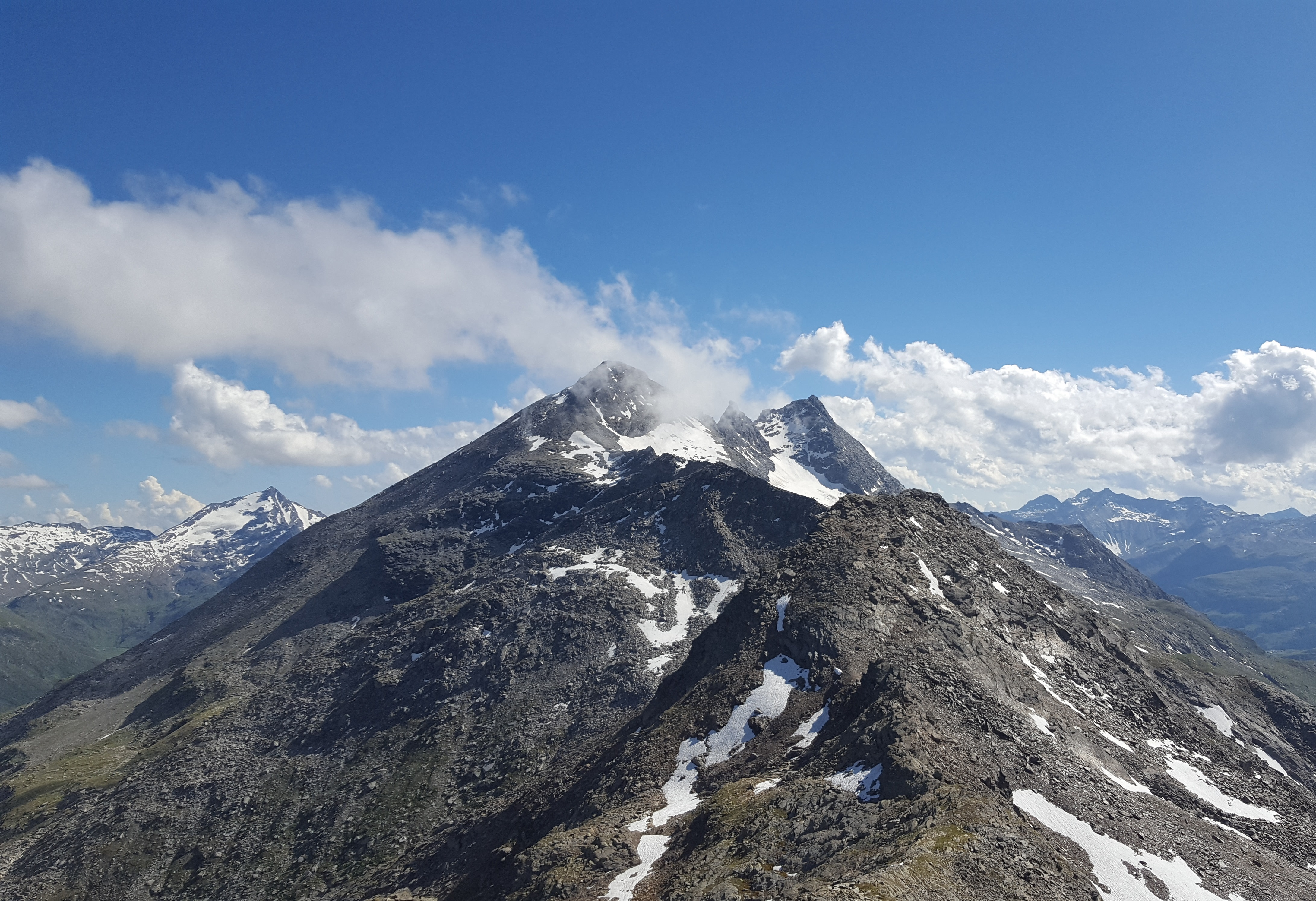

蒂蒙峰（義大利語：Piz Timun），是歐洲的山峰，位於意大利和瑞士接壤的邊境，屬於上哈爾布施泰因阿爾卑斯山脈的一部分，海拔高度3,209米，每年平均降雨量1,851毫米。其東面俯瞰萊伊湖。